# Pedra latte

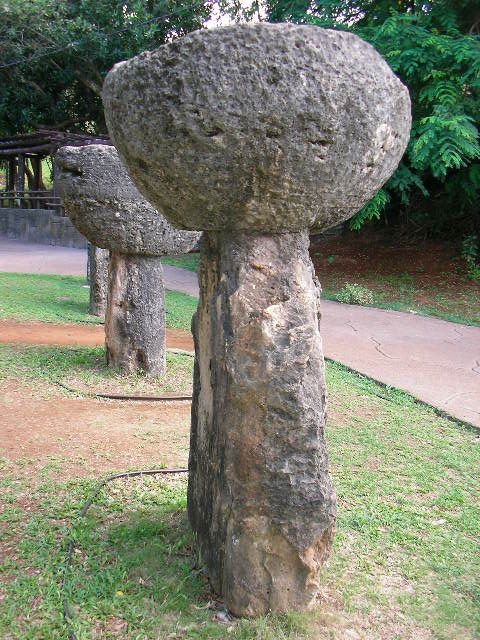
Pedra Latte

Uma pedra latte, ou simplesmente latte (também latde ou latti), é um pilar (Língua chamorro haligi) coberto por uma capitel de pedra hemisférica (tasa) com o lado plano voltado para cima. Utilizados como suportes de construção pelo antigo povo de Chamorro, são encontrados na maior parte das Ilhas Marianas. Na atualidade, a pedra latte é vista como um sinal da identidade Chamorro e é usada em muitos contextos diferentes.

## Construção
As pedras latte são feitas de calcário, basalto ou arenito. Os pilares típicos variam em altura de 60 centímetros a três metros e geralmente são mais estreitos em direção ao topo. O pilar era normalmente extraído e depois transportado para o canteiro de obras. Para as lattes pequenas e médias, a pedra angular era uma grande cabeça de coral hemisférica que era coletada de um recife. Em vez disso, as enormes rochas encontradas em Rota foram extraídas, como os pilares.
Na Oceania, a pedra de latte é única para as Marianas, embora megálitos de diferentes construções e propósitos sejam comuns às culturas oceânicas. As semelhanças entre a pedra latte e os postes de madeira feitos pelo subgrupo Ifugao dos Igorot nas Filipinas, nas quais constroem lojas de arroz, foram apontadas. As pedras arredondadas ajudam a impedir que os ratos subam no pilar. Uma construção similar de um poste de madeira parece ser retratada em uma escultura em relevo em Borobodur, Java, que levou um acadêmico a apresentar a teoria controversa de uma troca cultural pré-histórica entre as Marianas e Java.
As latte variaram muito em tamanho. Os menores tinham vários metros de altura. O maior café com leite ainda de pé tem 5 pés de altura, localizado em Tinian na Casa de Taga. Em Rota, o latte extraído teria 8 metros de altura se erigido. O maior eixo encontrado aqui pesa 34 toneladas, enquanto a maior tampa pesa 22 toneladas.

Bandeira das Marianas Setentrionais
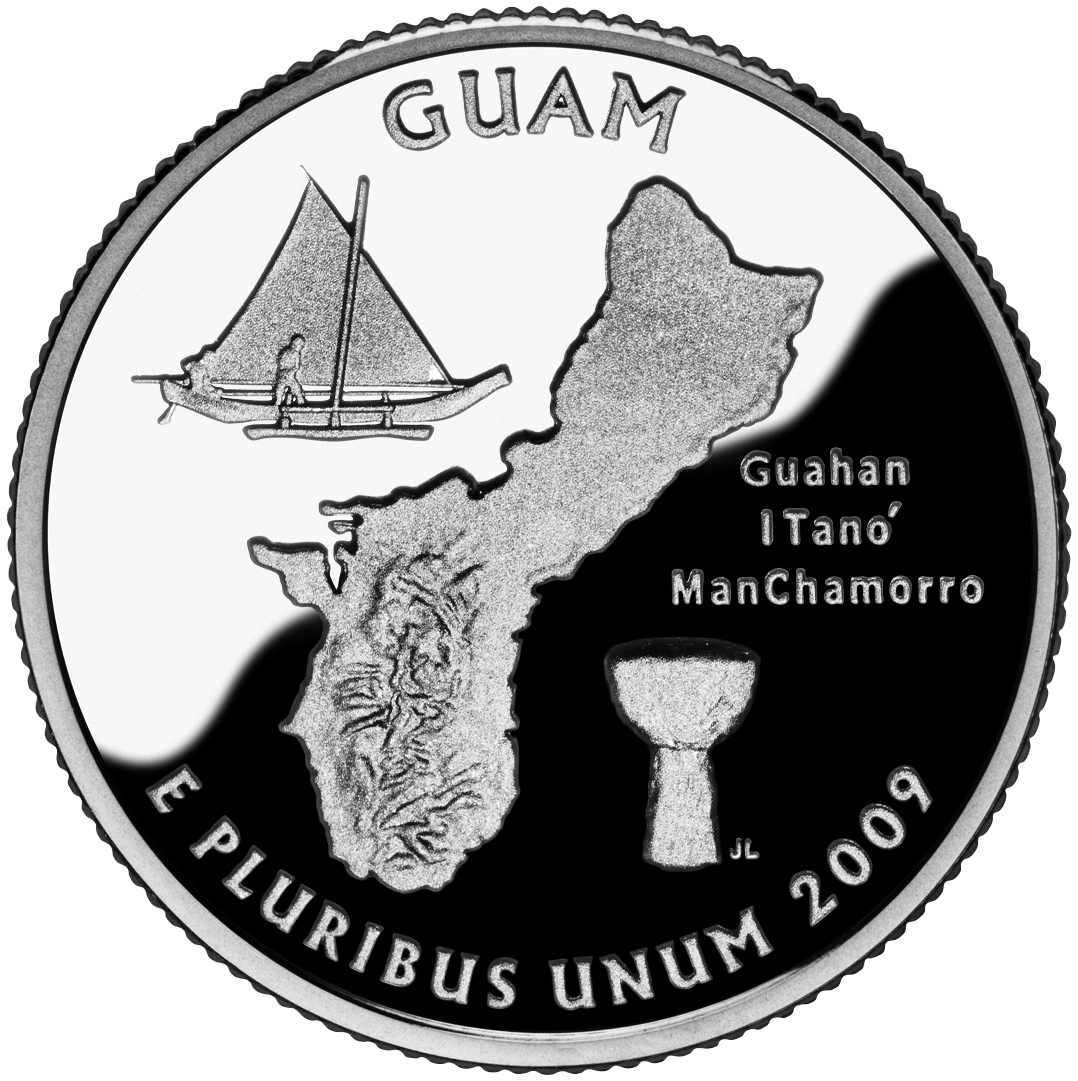
Moeda de 25 centavos de 2009
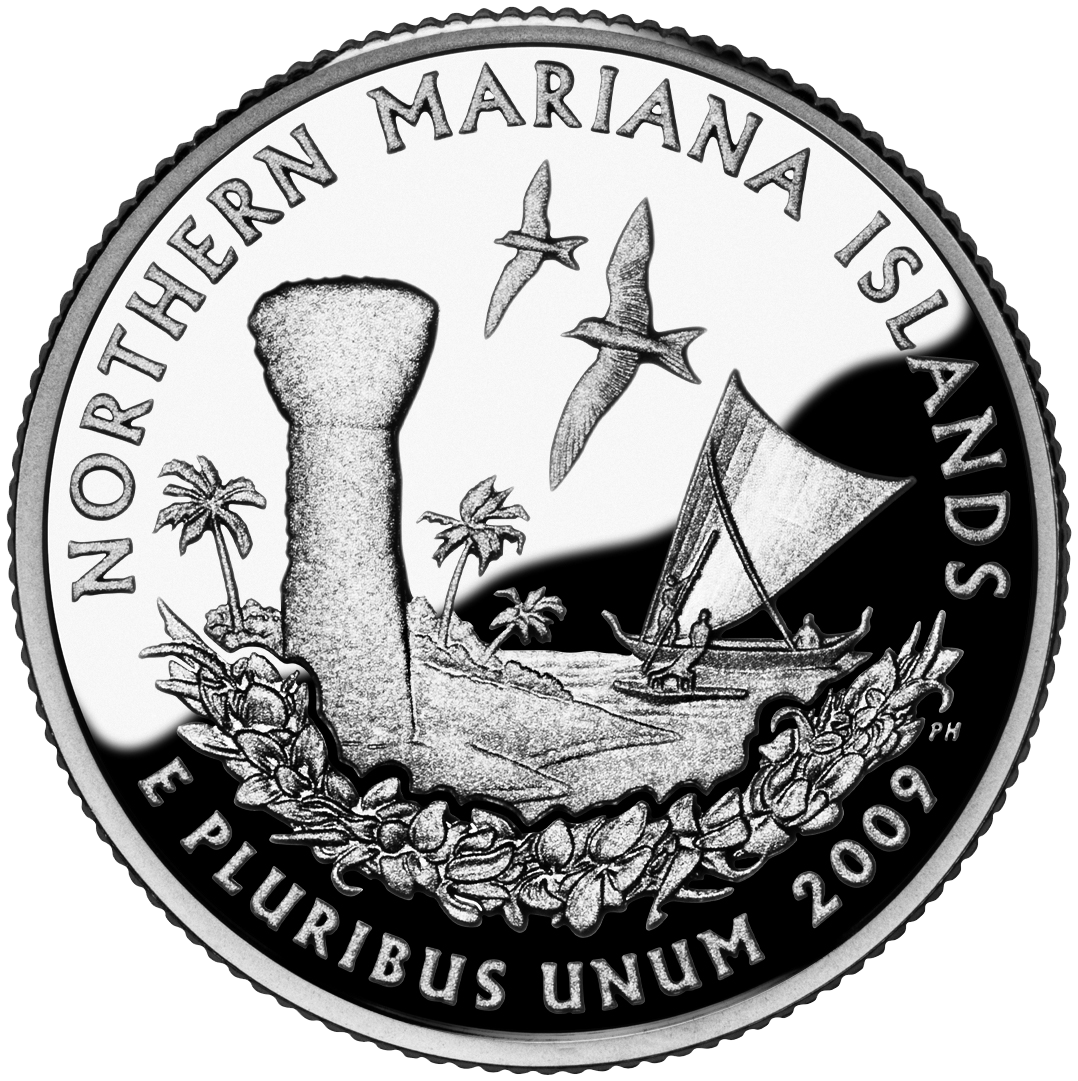
Moeda de 25 centavos de 2009
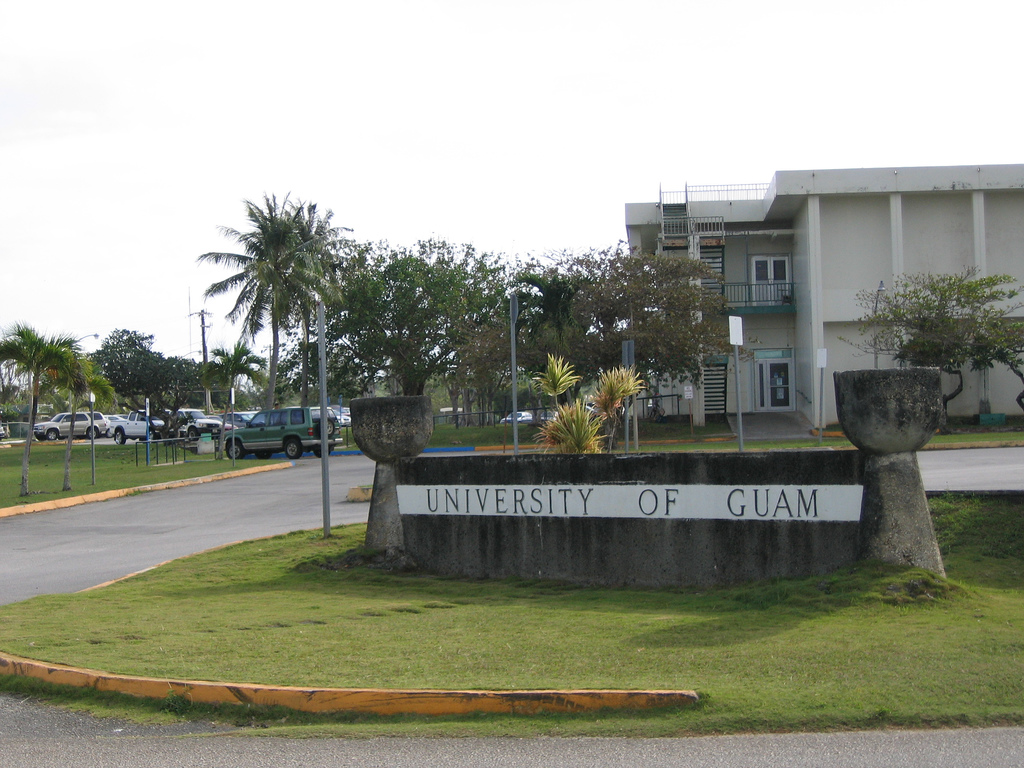
Pedras latte decorativas na Universidade de Guam
Brasão da Arquidiocese de Hagåtña